# Parsons (West Virginia)
|  | Dieser Artikel wurde aufgrund von inhaltlichen Mängeln auf der Qualitätssicherungsseite des Projektes USA eingetragen. Hilf mit, die Qualität dieses Artikels auf ein akzeptables Niveau zu bringen, und beteilige dich an der Diskussion! Eine nähere Beschreibung der zu behebenden Mängel fehlt. |

Parsons ist eine City in und County Seat von Tucker County im US-Bundesstaat West Virginia. Das U.S. Census Bureau hat bei der Volkszählung 2020 eine Einwohnerzahl von 1327 ermittelt.
In Parsons entsteht durch Zusammenfluss der Flüsse Shavers Fork und Black Fork der Cheat River.

## Geschichte
Benannt wurde die Stadt durch Ward Parsons, dem einst das Land gehörte, auf dem heute das Stadtgebiet von Parsons liegt. 